# Eumeninae
Sous-famille
La sous-famille des Eumeninae comprend des genres de « guêpes solitaires » voisines des Vespinae construisant des petits nids de boue séchée. On les appelle parfois "guêpes maçonnes".

## Tribus
Au niveau mondial, cette sous-famille est divisée en trois « tribus » : 
- Eumenini
- Odynerini
- Zethini

## Genres présents en Europe
- Alastor Lepeletier 1841
- Allodynerus Bluethgen 1938
- Ancistrocerus Wesmael 1836
- Antepipona Saussure 1855
- Brachyodynerus Bluethgen 1938
- Cephalochilus Bluethgen 1939
- Chlorodynerus Bluethgen 1951
- Cyrtolabulus van der Vecht 1969
- Delta Saussure 1855
- Discoelius Latreille 1809
- Eumenes Latreille 1802
- Eumicrodynerus Gusenleitner 1972
- Euodynerus Dalla Torre 1904
- Eustenancistrocerus Bluethgen 1938
- Gymnomerus Bluethgen 1938
- Hemipterochilus Ferton 1909
- Ischnogasteroides Magretti 1884
- Jucancistrocerus Bluethgen 1938
- Katamenes Meade-Waldo 1910
- Leptochilus Saussure 1853
- Microdynerus Thomson 1874
- Odynerus Latreille 1802
- Onychopterocheilus Bluethgen 1955
- Paragymnomerus Bluehgen 1938
- Pareumenes Saussure 1855
- Parodontodynerus Bluethgen 1938
- Pseudepipona Saussure 1856
- Psiliglossa S. S. Saunders 1852
- Pterocheilus Klug 1805
- Raphiglossa S. S. Saunders 1850
- Rhynchium Spinola 1806
- Stenancistrocerus Saussure 1863
- Stenodynerus Saussure 1863
- Symmorphus Wesmael 1836
- Syneuodynerus Bluethgen 1951
- Tachyancistrocerus Giordani Soika 1952
- Tropidodynerus Bluethgen 1939

## Galerie

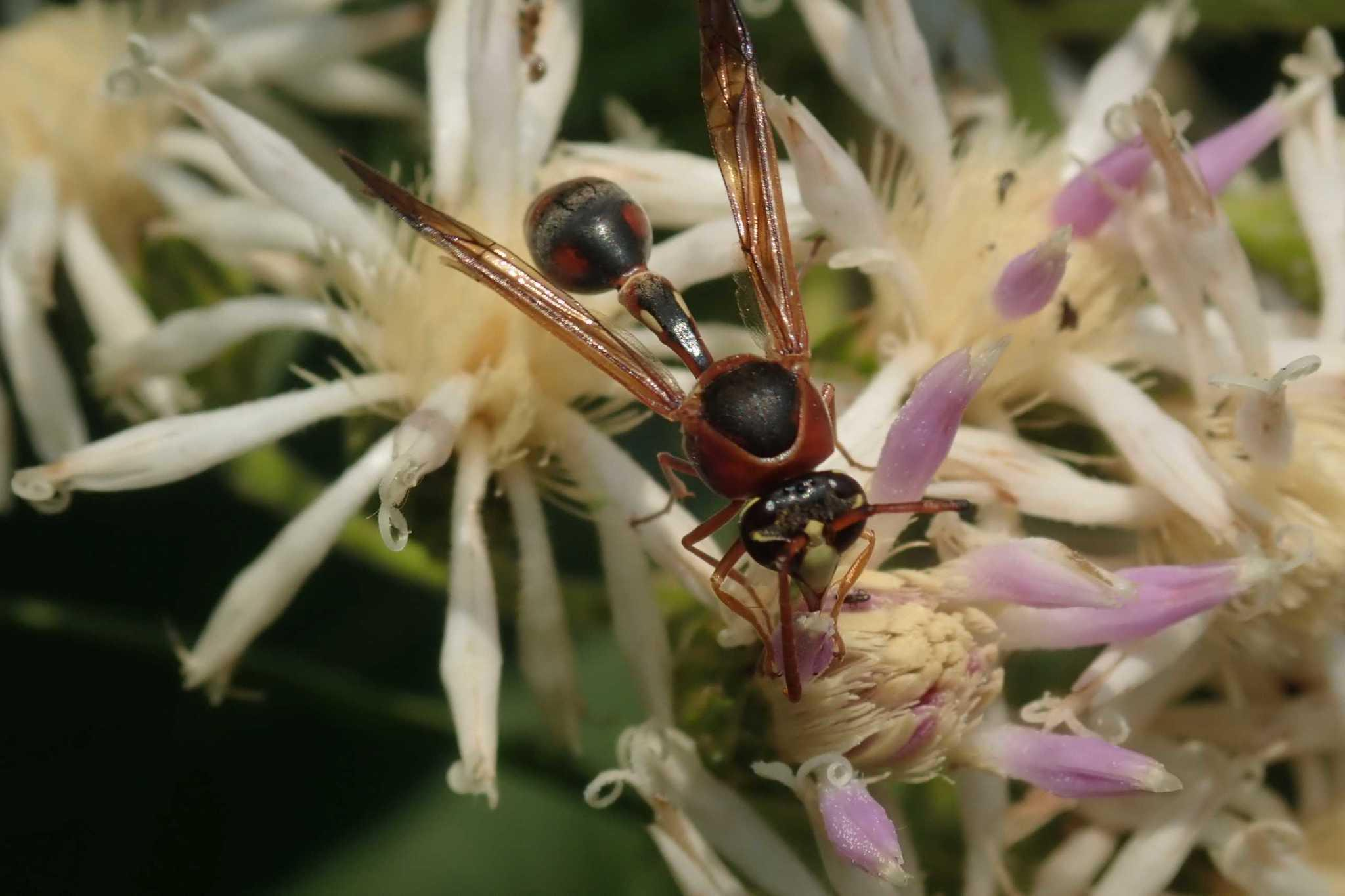
Afreumenes aethiopicus
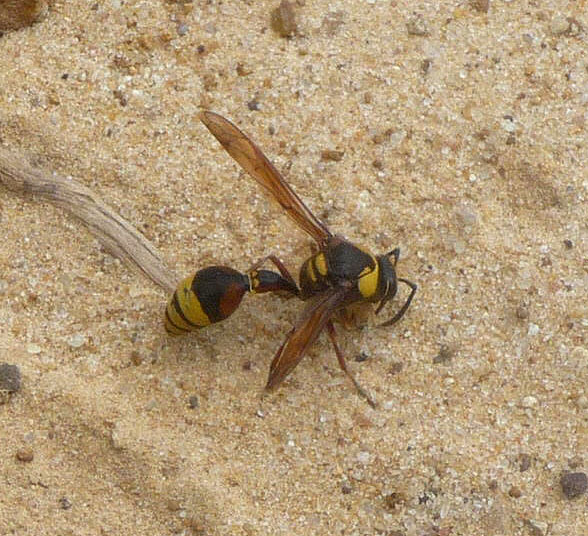
Delta unguiculatum
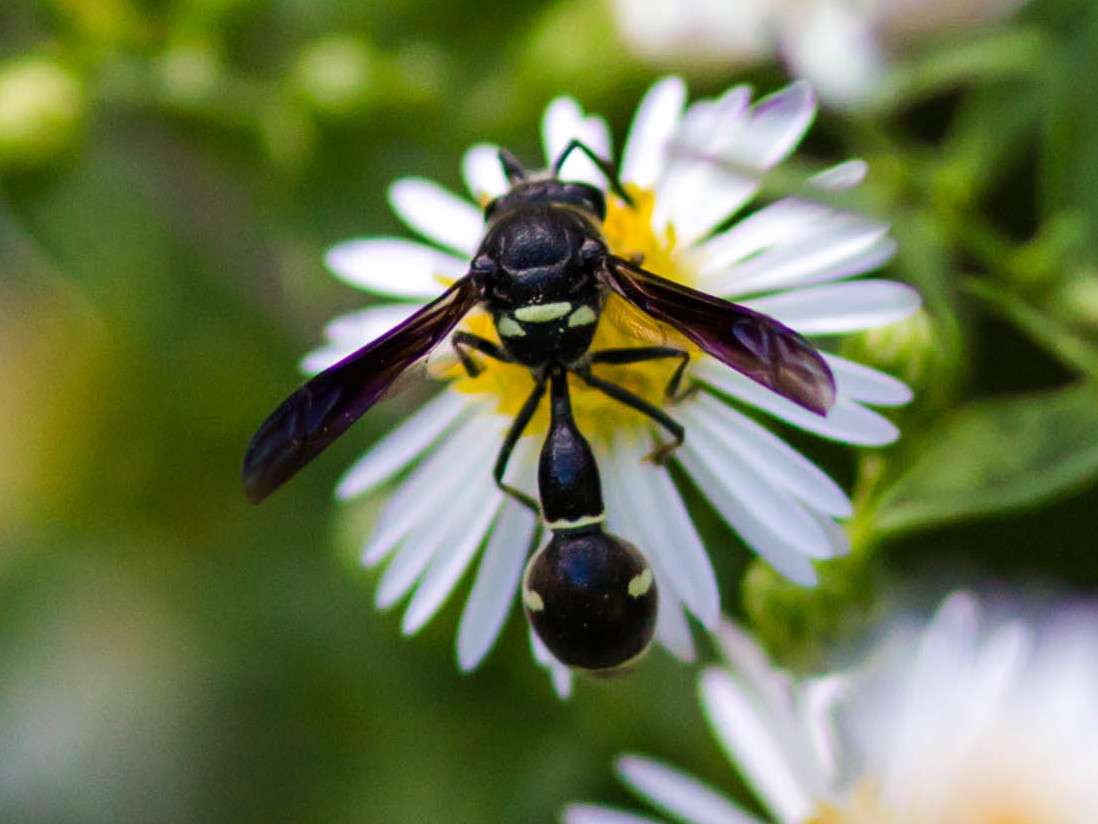
Eumenes fraternus
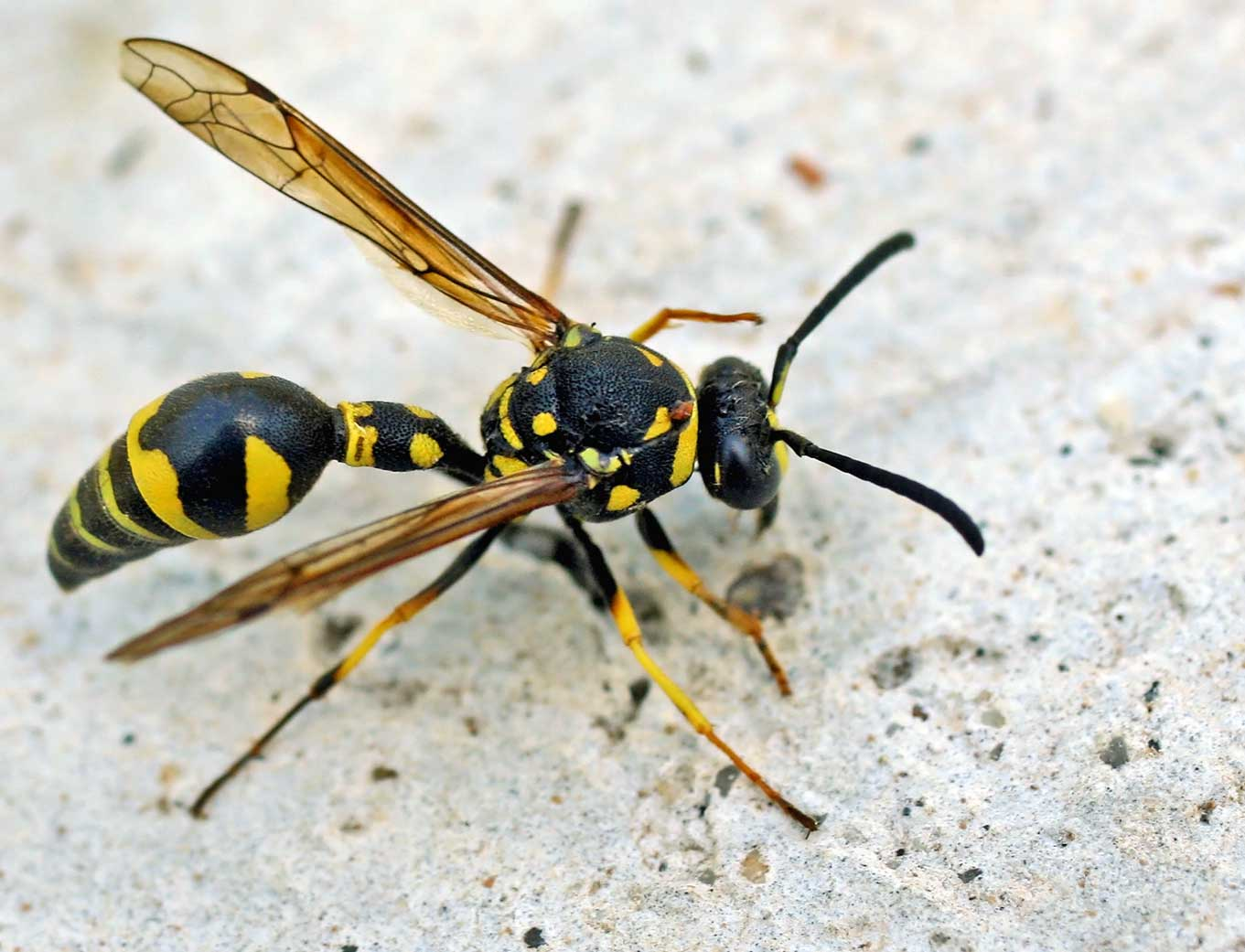
Katamenes arbustorum
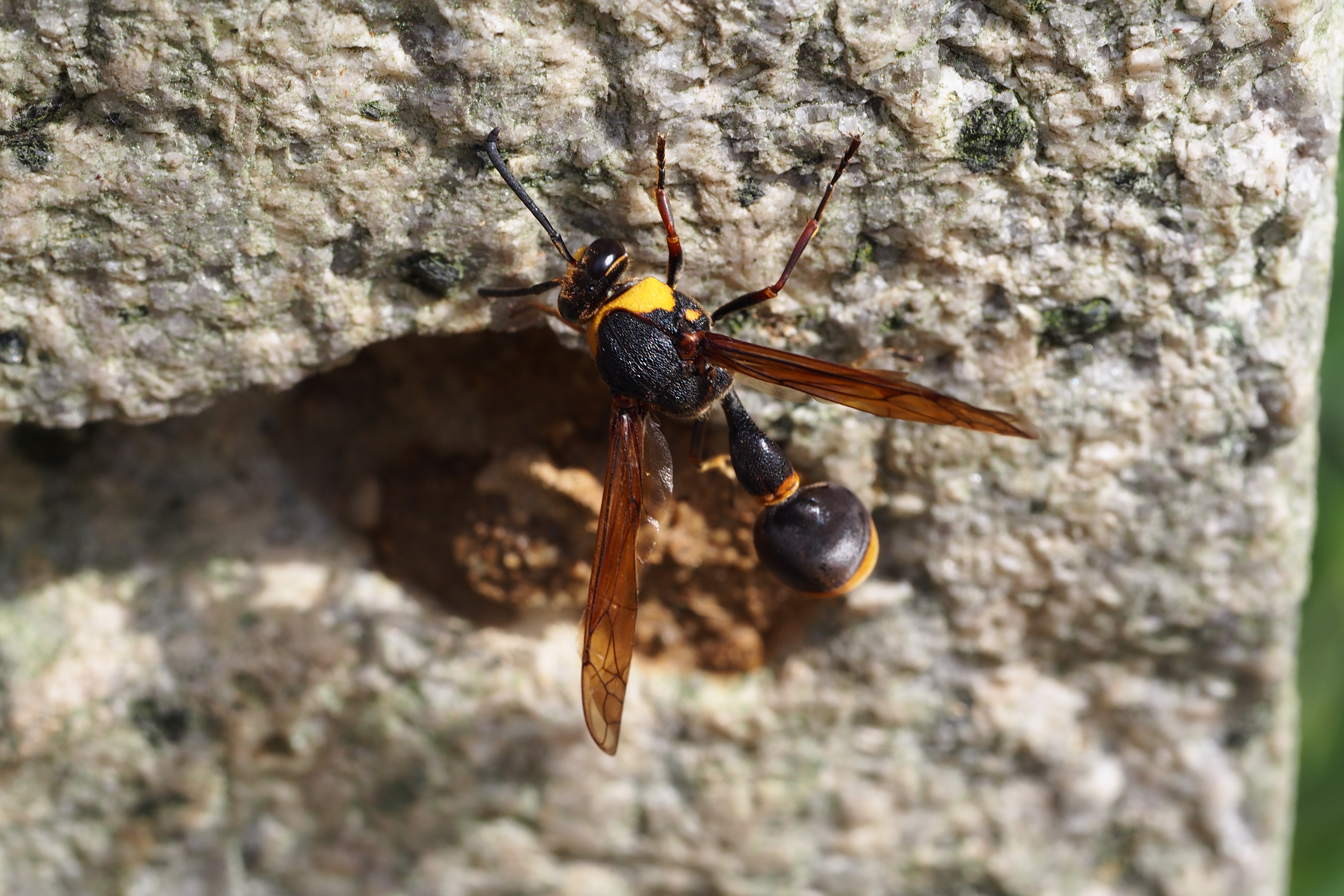
Oreumenes decoratus
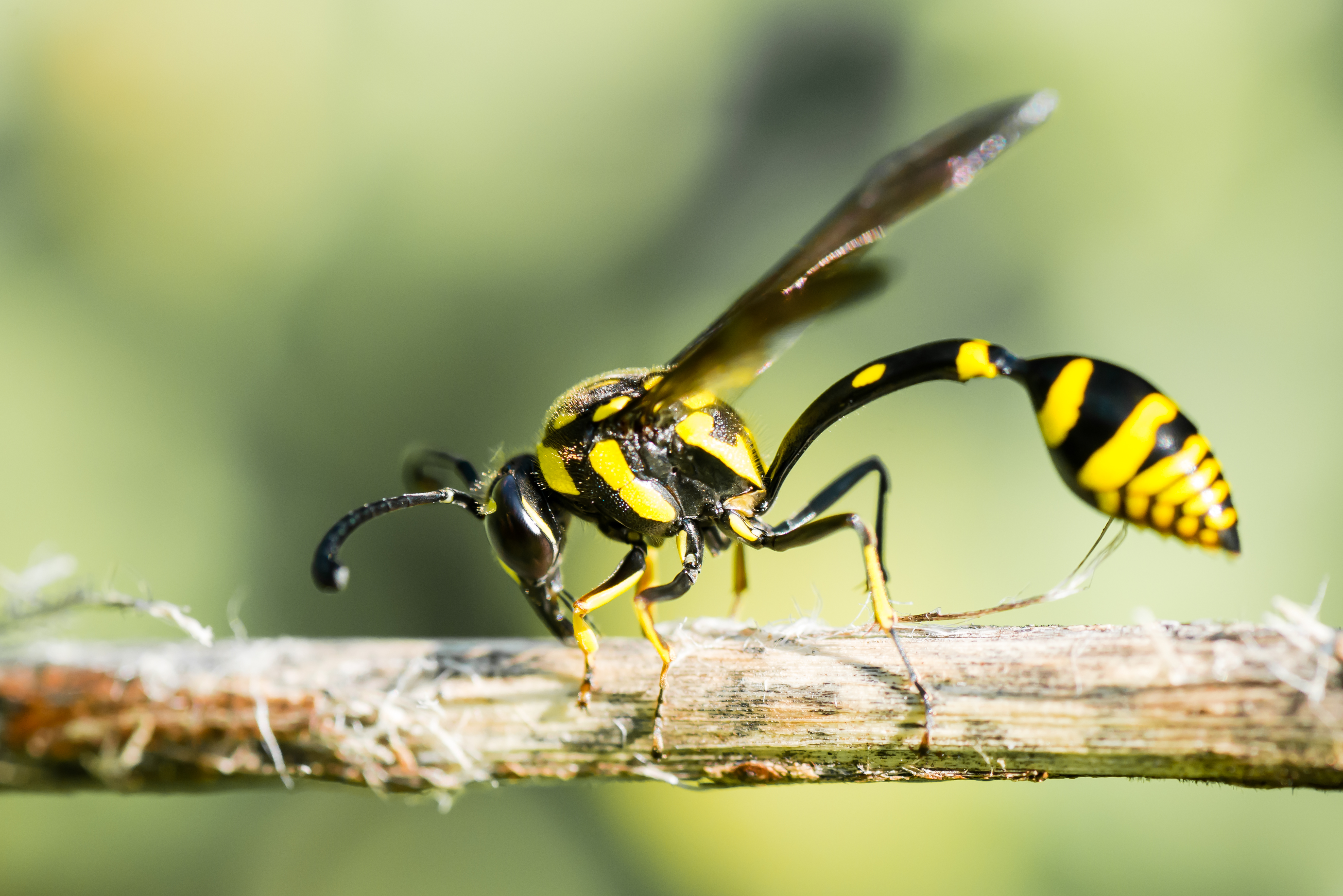
Phimenes flavopictus
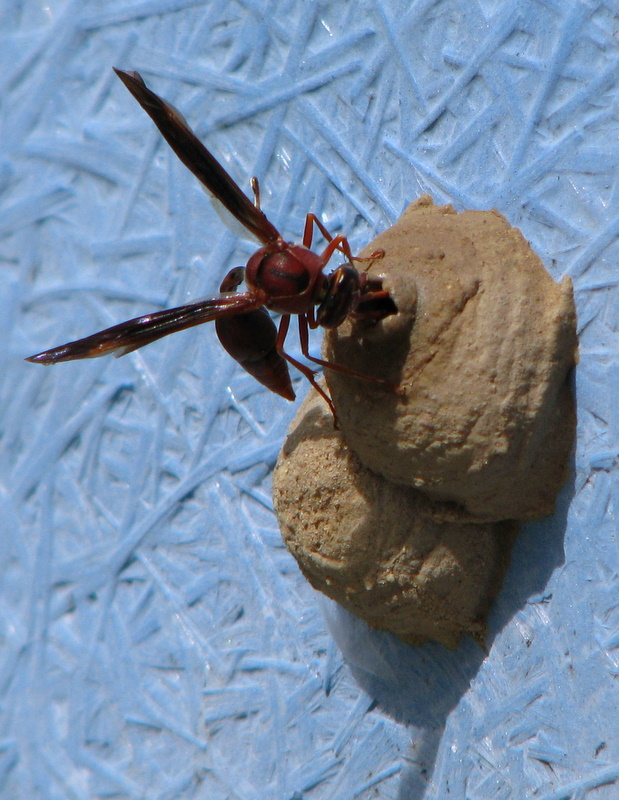
Zeta argillaceum
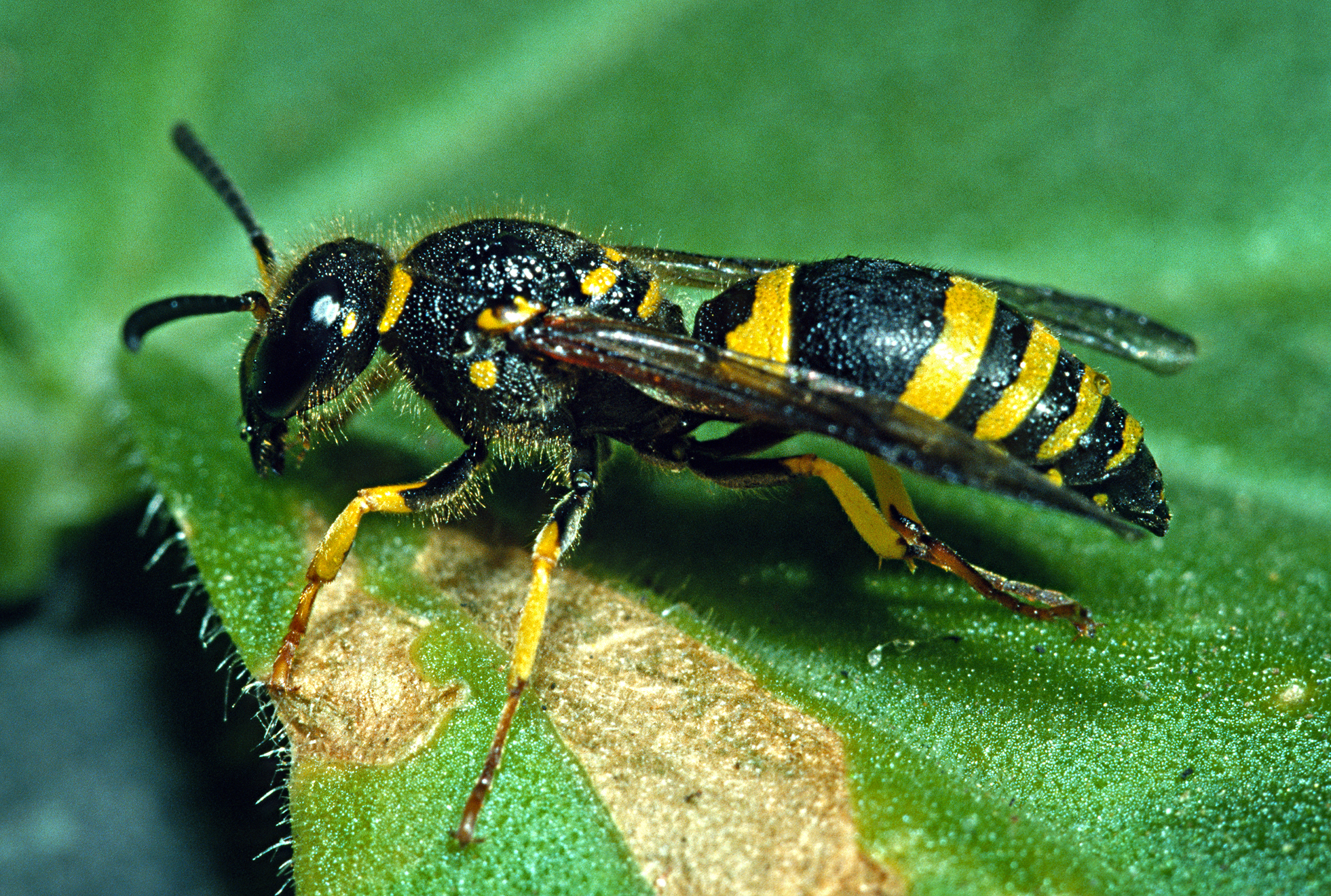
Ancistrocerus gazella
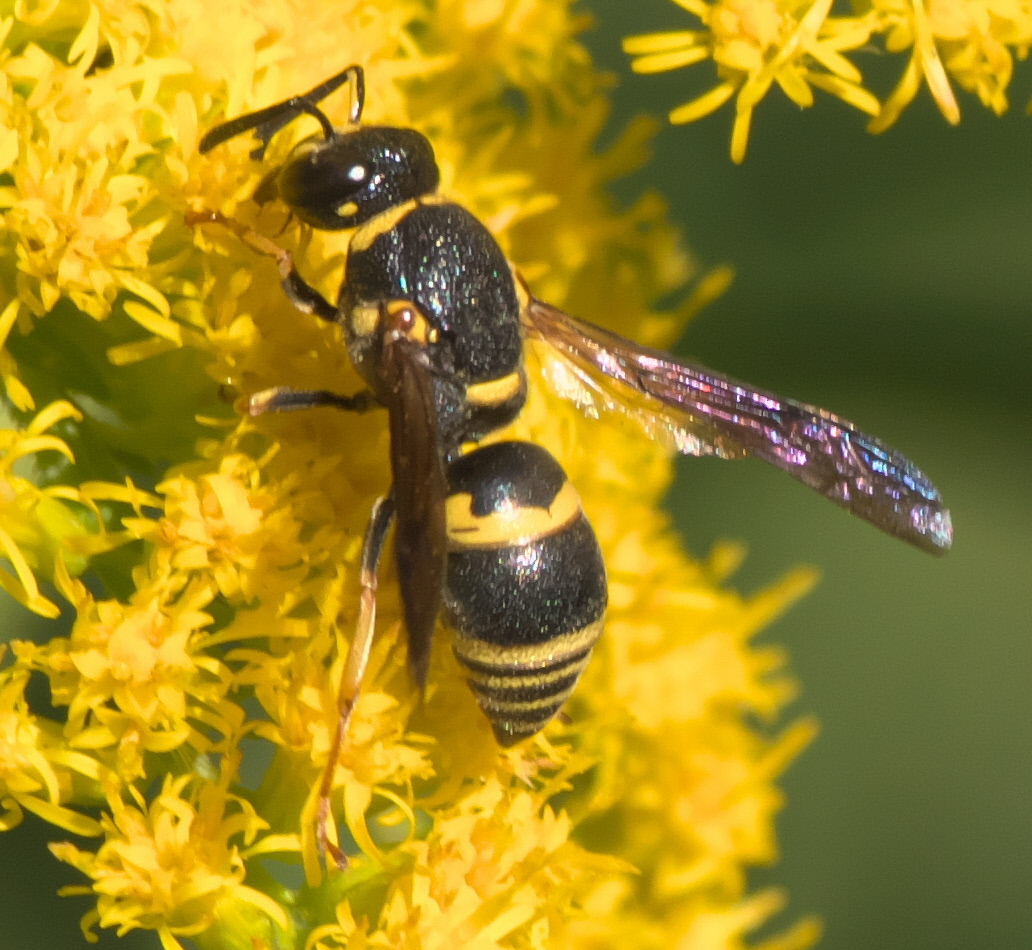
Euodynerus foraminatus
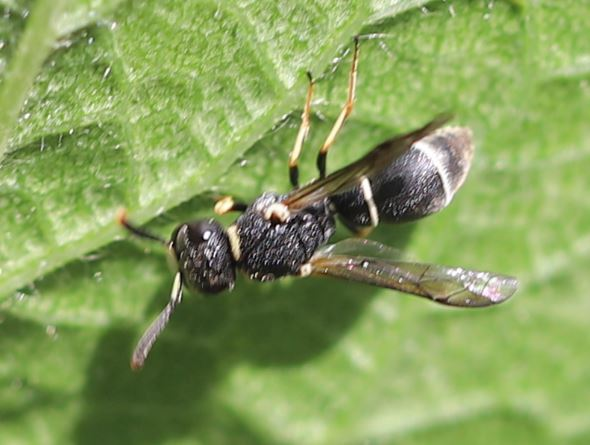
Leptochilus regulus
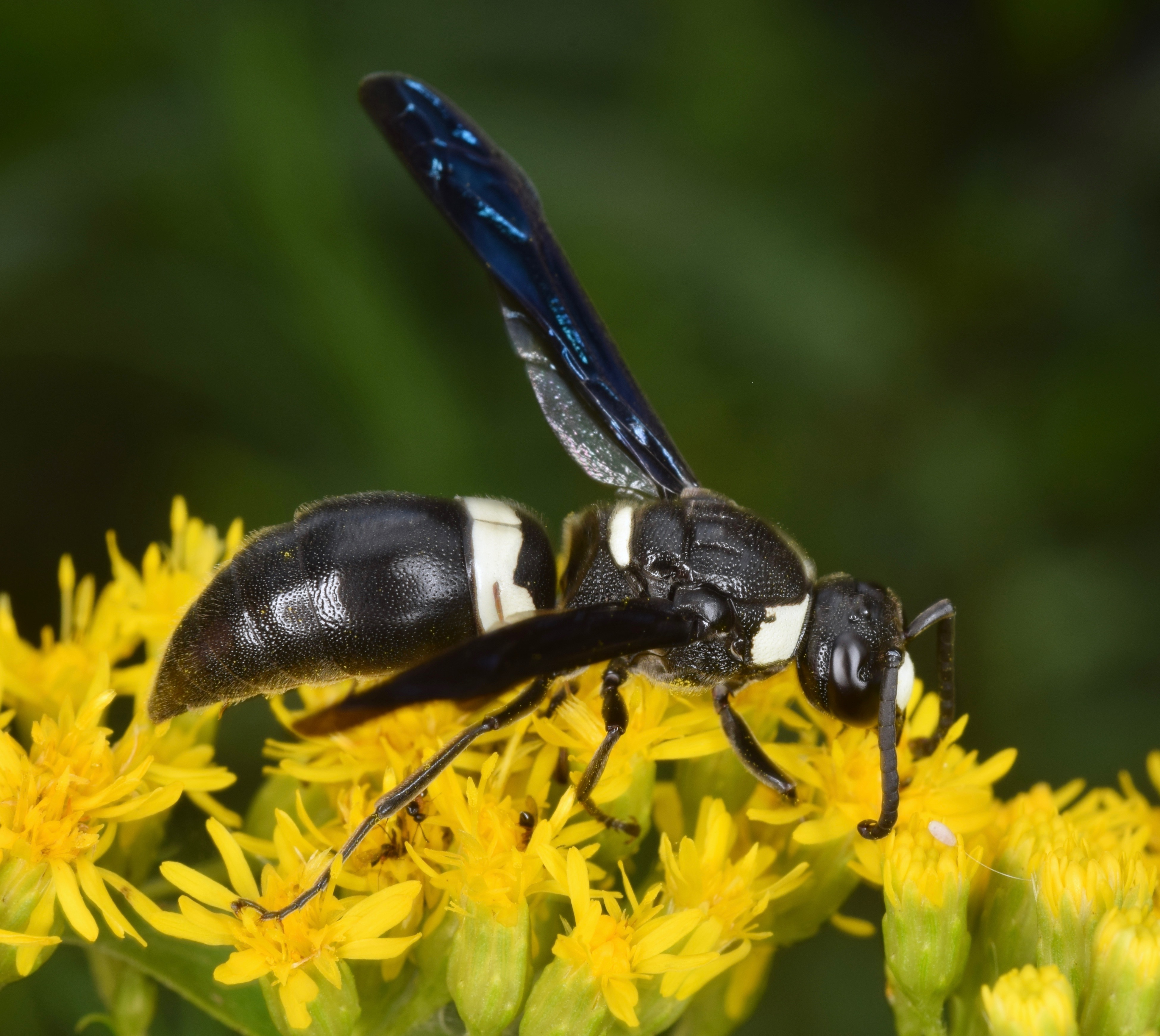
Monobia quadridens
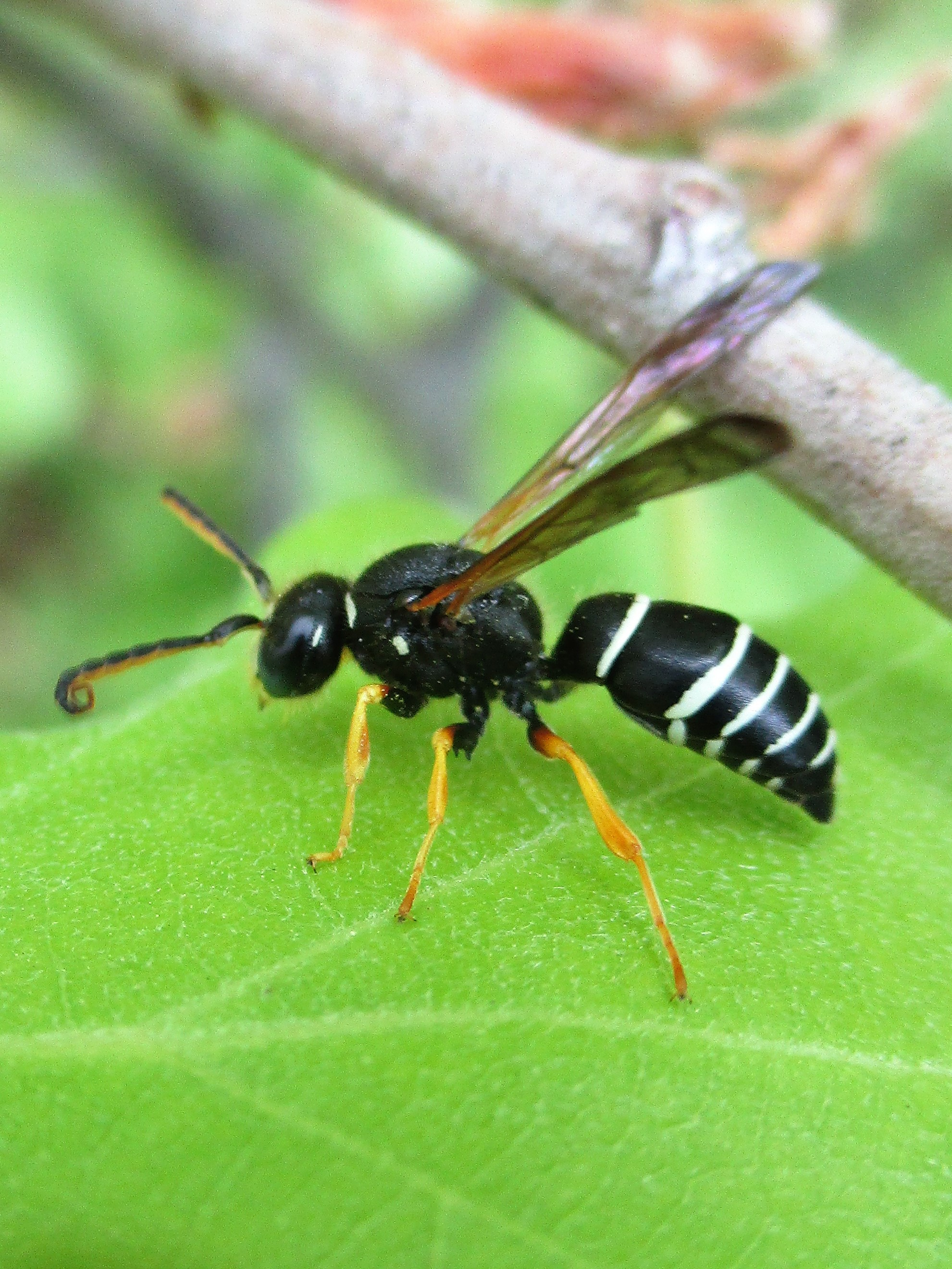
Odynerus melanocephalus
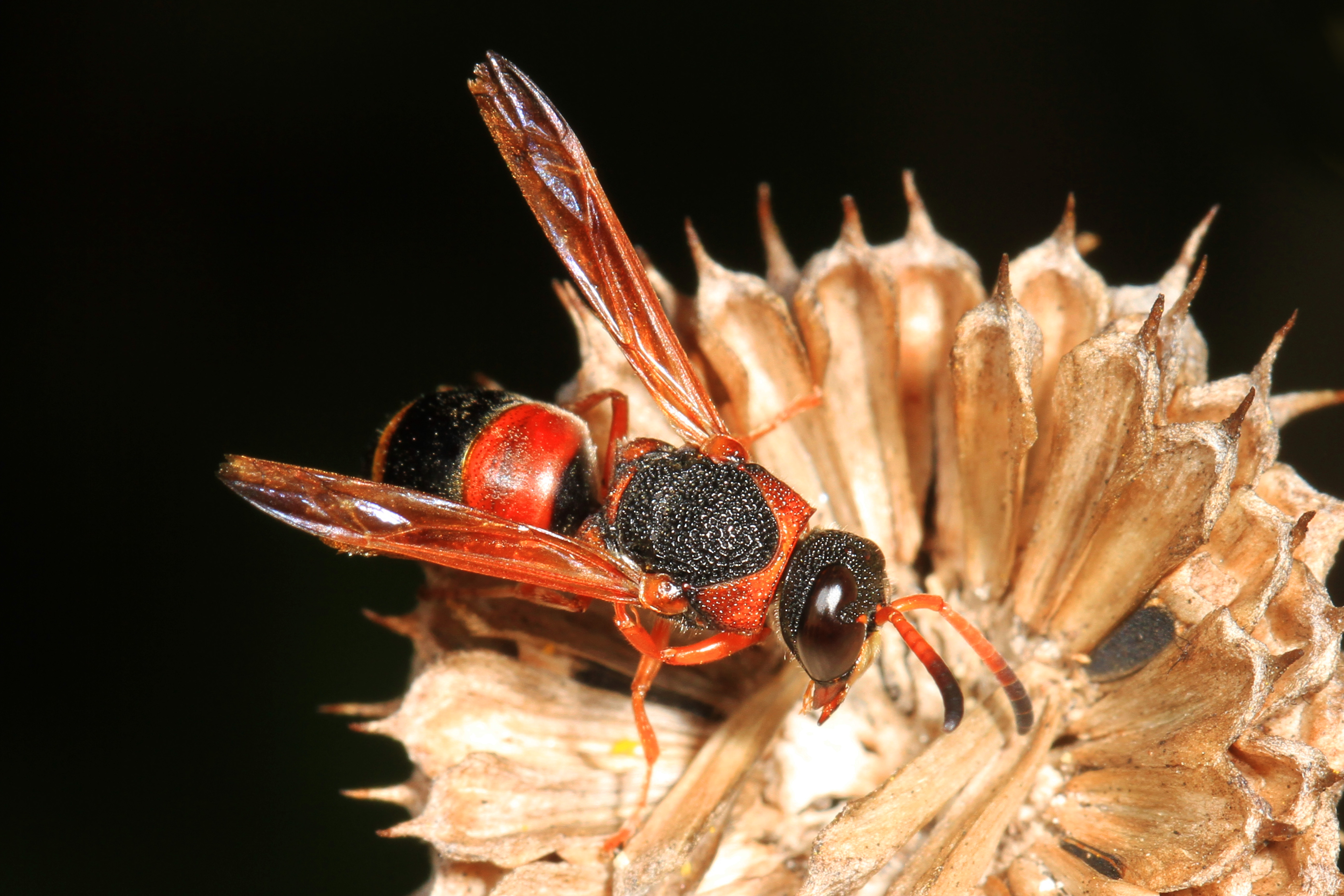
Pachodynerus erynnis
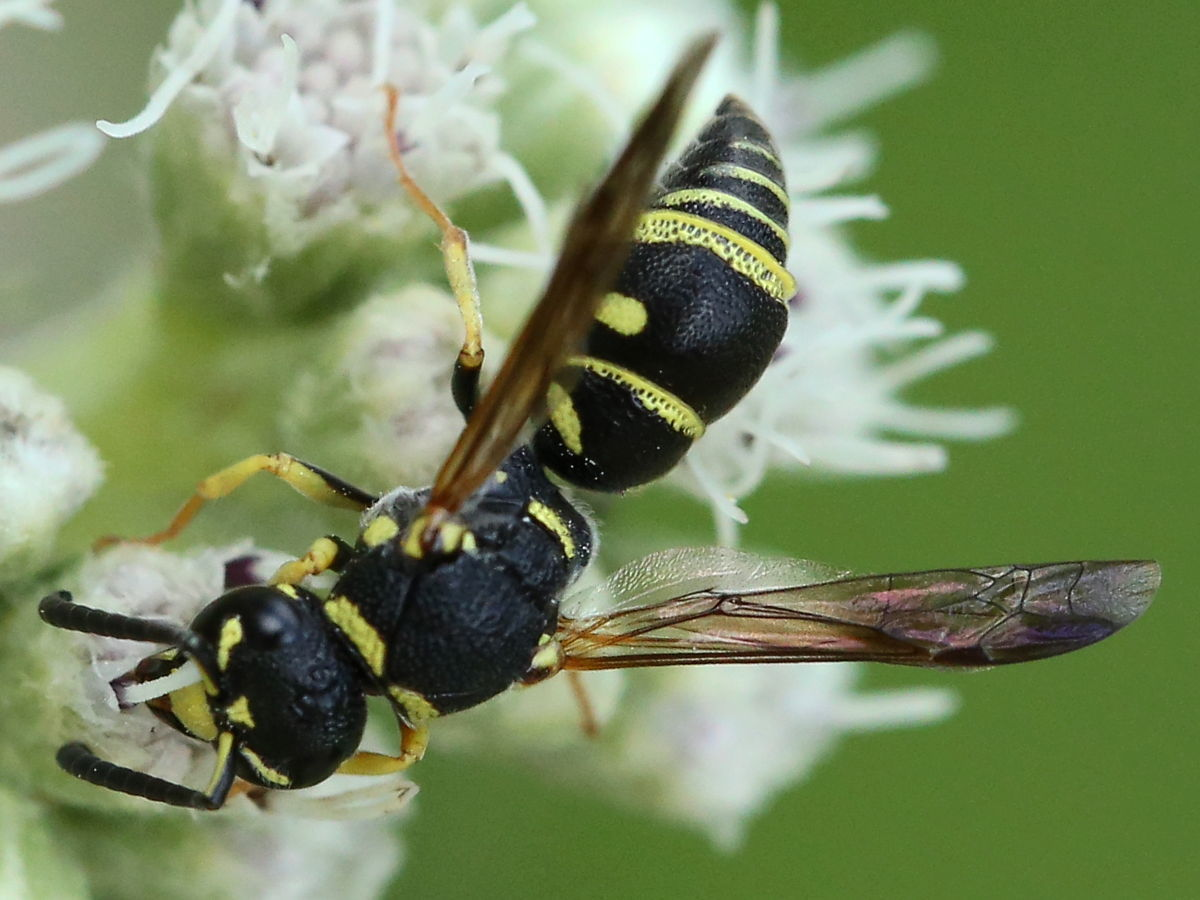
Parancistrocerus leionotus
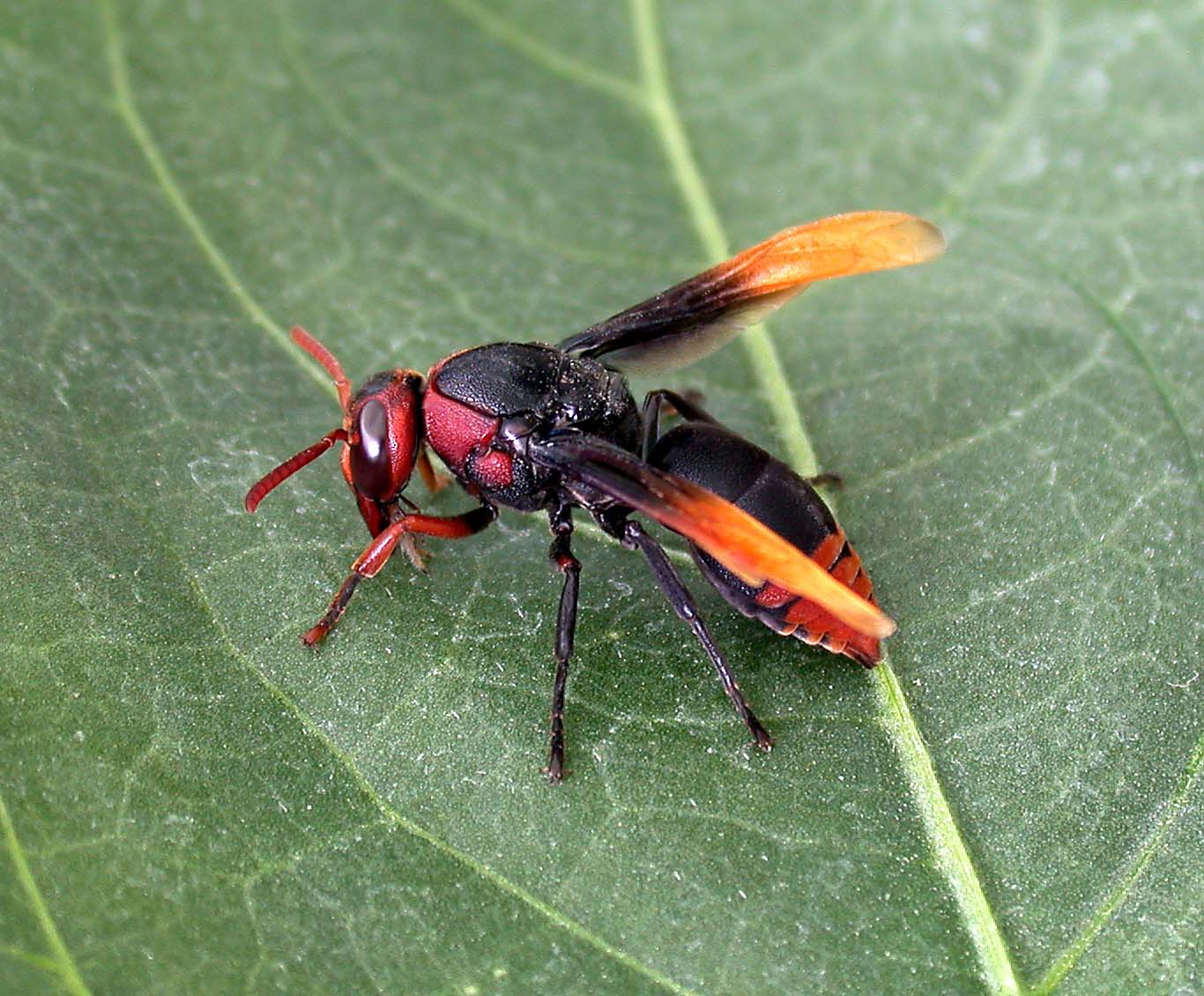
Rhynchium haemorroidale
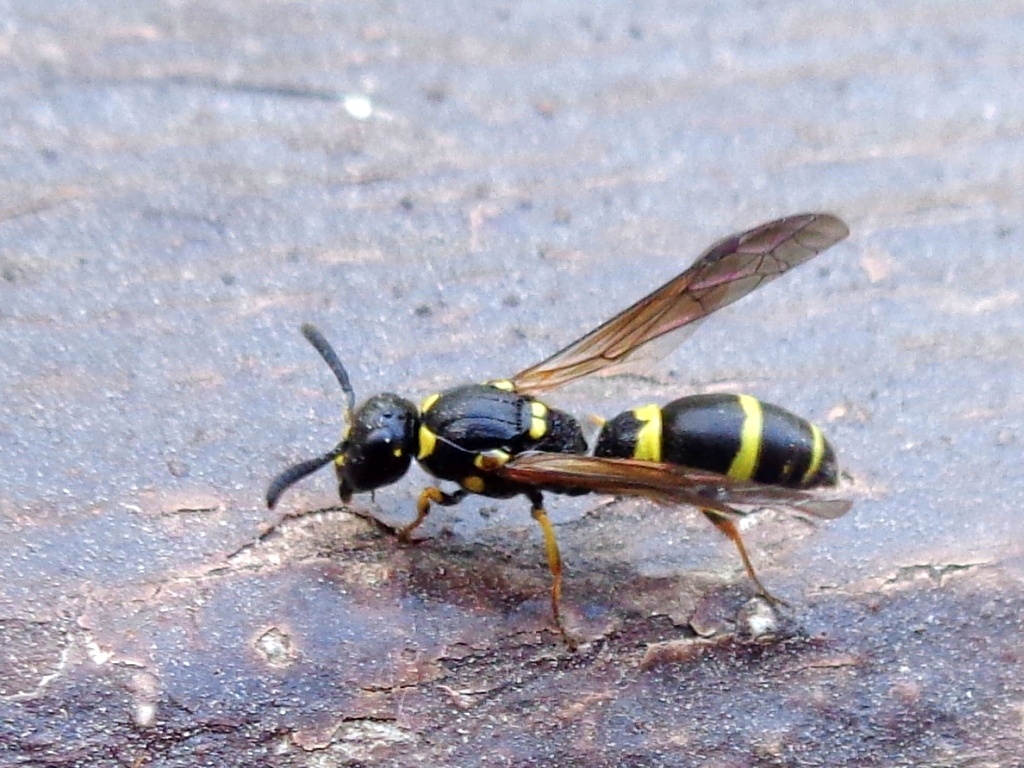
Symmorphus bifasciatus
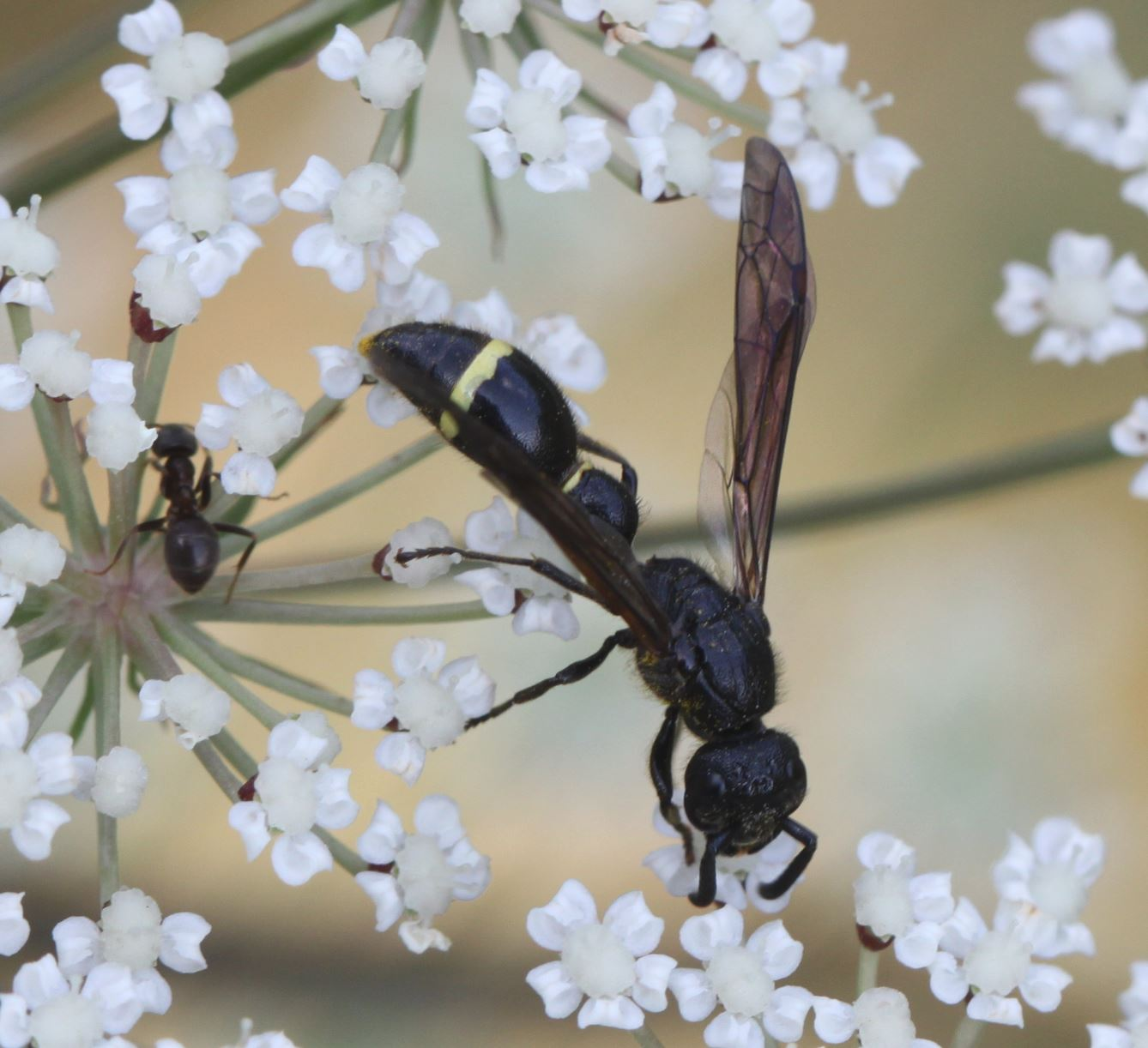
Discoelius zonalis
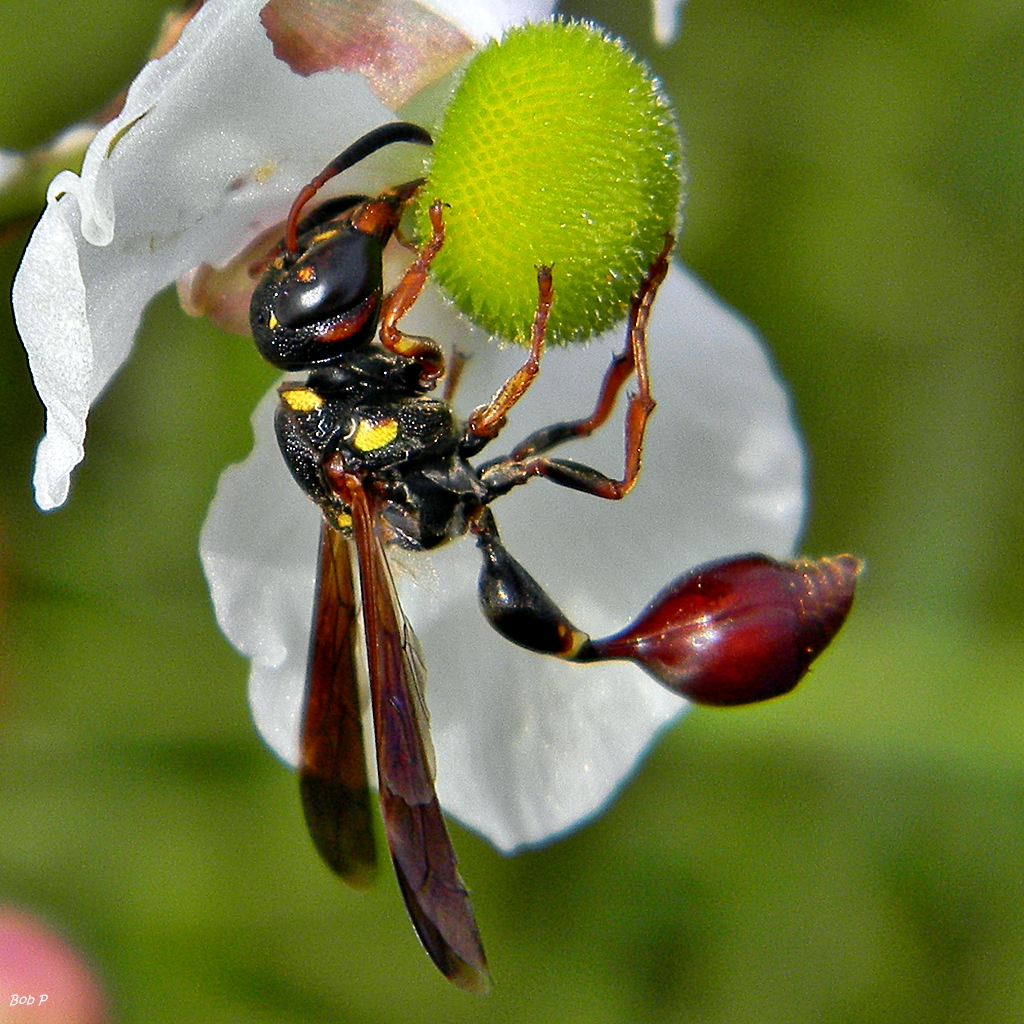
Zethus slossonae